# Condado de Brooks (Georgia)
El condado de Brooks (en inglés: Brooks County) es un condado en el estado estadounidense de Georgia. En el censo de 2000 el condado tenía una población de 16 450 habitantes. La sede de condado es Quitman. El condado fue formado el 11 de diciembre de 1858 a partir de porciones de los condados de Lowndes y Thomas. Fue nombrado en honor a Preston Brooks, un representante de Carolina del Sur. El condado forma parte del área metropolitana de Valdosta.

## Geografía
Según la Oficina del Censo, el condado tiene un área total de 1289 km² (498 sq mi), de la cual 1278 km² (494 sq mi) es tierra y 11 km² (4 sq mi) (0,83%) es agua.

### Condados adyacentes
- Condado de Cook (noreste)
- Condado de Lowndes (este)
- Condado de Madison, Florida (sureste)
- Condado de Jefferson, Florida (suroeste)
- Condado de Thomas (oeste)
- Condado de Colquitt (noroeste)

## Autopistas importantes
- U.S. Route 84
- U.S. Route 221
- Ruta Estatal de Georgia 76
- Ruta Estatal de Georgia 122
- Ruta Estatal de Georgia 133
- Ruta Estatal de Georgia 333

## Demografía
En el  censo de 2000, hubo 16 450 personas, 6155 hogares y 4370 familias residiendo en el condado. La densidad poblacional era de 33 personas por milla cuadrada (13/km²). En el 2000 había 7118 unidades unifamiliares en una densidad de 14 por milla cuadrada (6/km²). La demografía del condado era de 57,36% blancos, 39,34% afroamericanos, 0,30% amerindios, 0,26% asiáticos, 0,02% isleños del Pacífico, 1,76% de otras razas y 0,94% de dos o más razas. 3,07% de la población era de origen hispano o latino de cualquier raza. 
La renta promedio para un hogar del condado era de $26 911 y el ingreso promedio para una familia era de $32 382. En 2000 los hombres tenían un ingreso per cápita de $26 303 versus $18 925 para las mujeres. La renta per cápita para el condado era de $13 977 y el 23,40% de la población estaba bajo el umbral de pobreza nacional.

## Ciudades y pueblos
- Barwick
- Morven
- Pavo
- Quitman